# مكافيتز
 مكافيتز أو (بالإنجليزية: McVitie's) هي علامة تجارية بريطانية للوجبات الخفيفة مملوكة للشركة المتحدة للبسكويت. الاسم مشتق من صانع البسكويت الإسكتلندي الأصلي، مكافيتي & برايس المحدودة. الذي أنشئ في عام 1830 في شارع روز في إدنبرة، اسكتلندا. انتقلت الشركة إلى مواقع مختلفة في المدينة قبل إكمال مصنع سانت أندروز للبسكويت في شارع روبرتسون في حي جورجي في عام 1888. كما أنشأت الشركة واحدة في غلاسكو واثنين من مصانع التصنيع الكبيرة جنوب الحدود، في هيتون مصلى، ستوكبورت، وهارزلدن، لندن. تحت المتحدة للبسكويت، حصلت ماكفيت على مذكرة ملكية من الملكة إليزابيث الثانية.
الأكثر مبيعا البسكويت المصنعة في المملكة المتحدة، ومكفيتي تنتج الشوكولاته سهلة الهضم، هوبنوبز والشاي الغني (في المرتبة البسكويت المفضلة لثلاث ل دونك في الشاي)، ويافا كعك (أفضل كعكة مبيعا في المملكة المتحدة).

## التاريخ

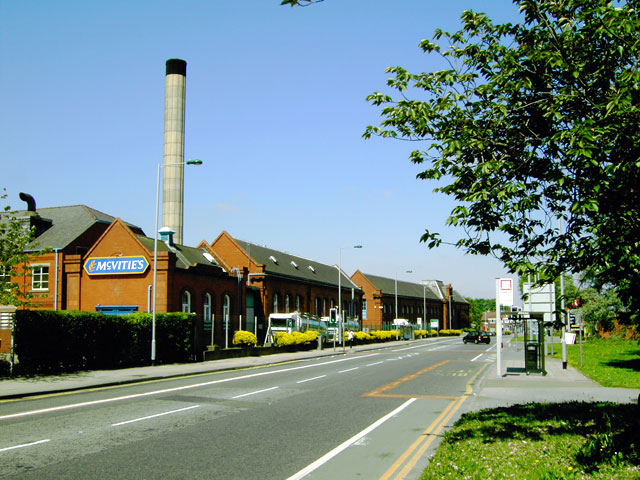
مصنع McVitie في Manchester وStockport والذي ينتج أكثر من 2000 كعك من يافا في الدقيقة.

كان لدى روبرت ماكفيتي عملان للبسكويت على رأس ليث ووك في أدنبرة عام 1870: 12 شارع أنتيغوا وشارعان شرق لندن. عاش ماكفيتي في مكان قريب في شقة في 76 شارع بروتون.
انضمت شركة تشارلز إدوارد برايس إلى شركة البسكويت المعروفة باسم روبرت ماكفيتي عام 1875 لإنشاء ماكفيت آند برايس. عند وفاة روبرت كبار، انضم روبرت ماكفيتي جونيور وتوسعت الشركة. في عام 1888 قاموا ببناء أعمال St Andrews Biscuit Works الضخمة في شارع روبرتسون في حي جورجي في جنوب غرب إدنبره.
على الرغم من أن مصنع جورجي الأصلي قد احترق في عام 1894، إلا أنه تمت إعادة بنائه في نفس العام وظل يعمل حتى عام 1969، عندما توقف الإنتاج وتم نقل العمليات إلى المواقع الإنجليزية التي تم تأسيسها في هارلسيدن في عام 1910 ومانشستر في عام 1917. استحوذت الشركة على مخبز أدنبرة لسيمون هندرسون وأولاده في عام 1922. اندمجت ماكفيتي & برايز مع شركة مخبز اسكتلندية أخرى، ماكفلارين، لانج وشركاه، في عام 1948 لتصبح المجوعة المتحدة للبسكويت. يتم تصنيع منتجات العلامة التجارية الخاصة بـ ماكفيتي الآن في خمسة مصانع بالمملكة المتحدة: المصانع السابقة لـ ماكيفيتي & برايز في هاريلسدن ومانشستر، مصنع ماكفلارين السابق، لانج وشركاه. يدعى فيكتوريا لأعمال البسكويت في غلاسكو، وهو مصنع سابق لكار أطلق عليه أعمال البسكويت تأسست عام 1831 في كارلايل، ومصنع شركة ماكفيتيز كيك (المعروف سابقًا باسم رايلي توفي ووركس) في هاليفاكس.

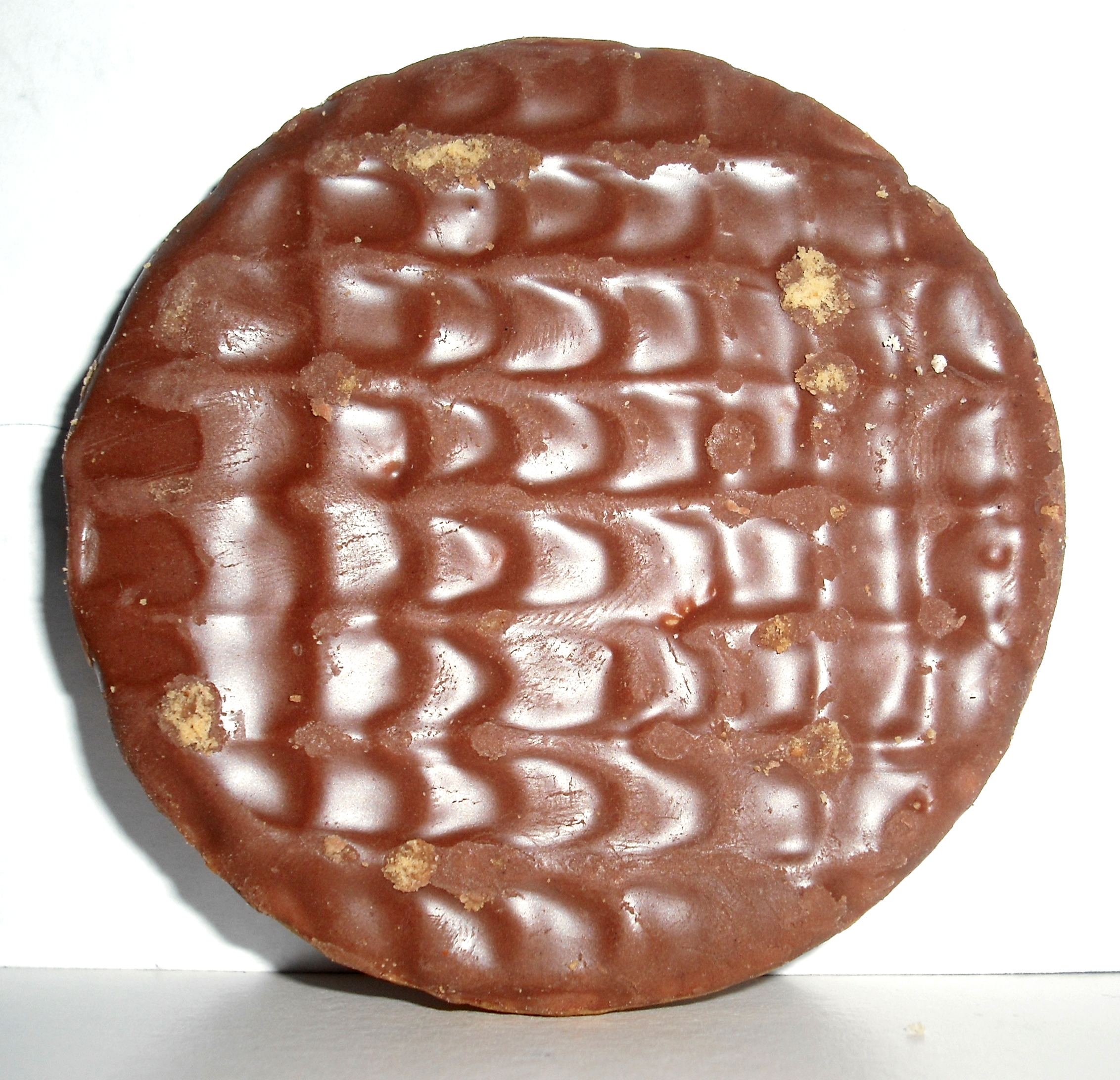
الشوكولاته الهضمية مكفيتي. تم إنتاجه لأول مرة في عام 1925 ، ووصفه كاتب السفر بيل برايسون بأنه «تحفة بريطانية». إنه البسكويت الأكثر شعبية في المملكة المتحدة الذي يغمره الشاي.

أول بسكويت رئيسي من ماكفيتي & برايز كان ماكيفيتي ديجستيف، الذي تم إنشاؤه في عام 1892 بواسطة موظف شاب جديد في شركة تدعى ألكسندر برانت. أعطيت البسكويت اسمها لأنه كان يعتقد أن محتواه العالي من صودا الخبز كان بمثابة أداة تساعد على هضم الطعام. كان جرانت في وقت لاحق ليصبح العضو المنتدب للشركة، في عام 1923 كان هو المستفيد الرئيسي في إنشاء المكتبة الوطنية في اسكتلندا بمنح مبلغ 100000 جنيه استرليني. تبرع غرانت بمبلغ إضافي قدره 100000 جنيه إسترليني في عام 1928 للمساعدة في بناء مبنى المكتبة الوطنية على جسر جورج الرابع في إدنبرة.
تم إنشاء ماكفيتي للشكولاتة والقمح الهضمي في عام 1925. يتم تناول أكثر من 71 مليون عبوة من هضم الشوكولاته في مكفيتي في المملكة المتحدة كل عام، أي ما يعادل 52 بسكويت في الثانية. تم إطلاق هوبنوبز في عام 1985 وتم اتباع نوع من شوكولاتة الحليب في عام 1987. تم إطلاق Jaffa Cakes في عام 1927، وتم تصنيفها كأفضل كعكة أو بسكويت مبيعًا في المملكة المتحدة في عام 2012.
في عام 1947، صنعت McVitie & Price كعكة زفاف للأميرة إليزابيث وفيليب ماونت باتن. تم تغيير اسم بعض المنتجات في خط McVitie إلى McV في عام 2002، ولكن تم استبدال هذا في عام 2005 بنسخة معدلة من شعار علامة McVitie التجارية. في عام 2007، قامت United Biscuits بترخيص علامة McVitie لشركة Meiji Seika Kaisha Ltd لإنتاج البسكويت في اليابان.
في عام 2009، تم التصويت البسكويت مكفيتي والبسكويت الأكثر شعبية دونك في الشاي، مع مكفيتي في digestives الشوكولاته، الشاي غني و Hobnobs المرتبة المراكز الثلاثة الأولى البسكويت المفضلة في البلاد في عام 2009.
في مارس 2011، تم إعلان أن الأمير وليام قد اختار كعكة العريس لحفل زفافه، وهو مصنوع من 1.700 بسكويت غني من ماكفيتي و 17 كيلوغرام (37 رطل) من الشوكولاته.
في يونيو 2014، أعلنت McVitie عن نيتها لجعل 157 دورًا لأرضية المحلات التجارية زائدة عن الحاجة في منشأة التصنيع في مانشستر. كان إعلان التكرار هذا يرجع أيضًا إلى أجندة التحديث للشركة ويتضمن أيضًا الانتقال من تشغيل لمدة 8 ساعات لمدة 5 أيام إلى تشغيل لمدة 12 ساعة لمدة 7 أيام.
في نوفمبر 2014، أصبحت United Biscuits ، وبالتالي McVitie's ، مملوكة لشركة Yildiz التركية  والتي جمعت في عام 2016 بعض الشركات التابعة لها بما في ذلك United Biscuits كـ pladis (انظر United Biscuits).

## خطوط إنتاج

### بسكويت
- Digestives
- التين رول
- المكسرات الزنجبيل
- Hobnobs

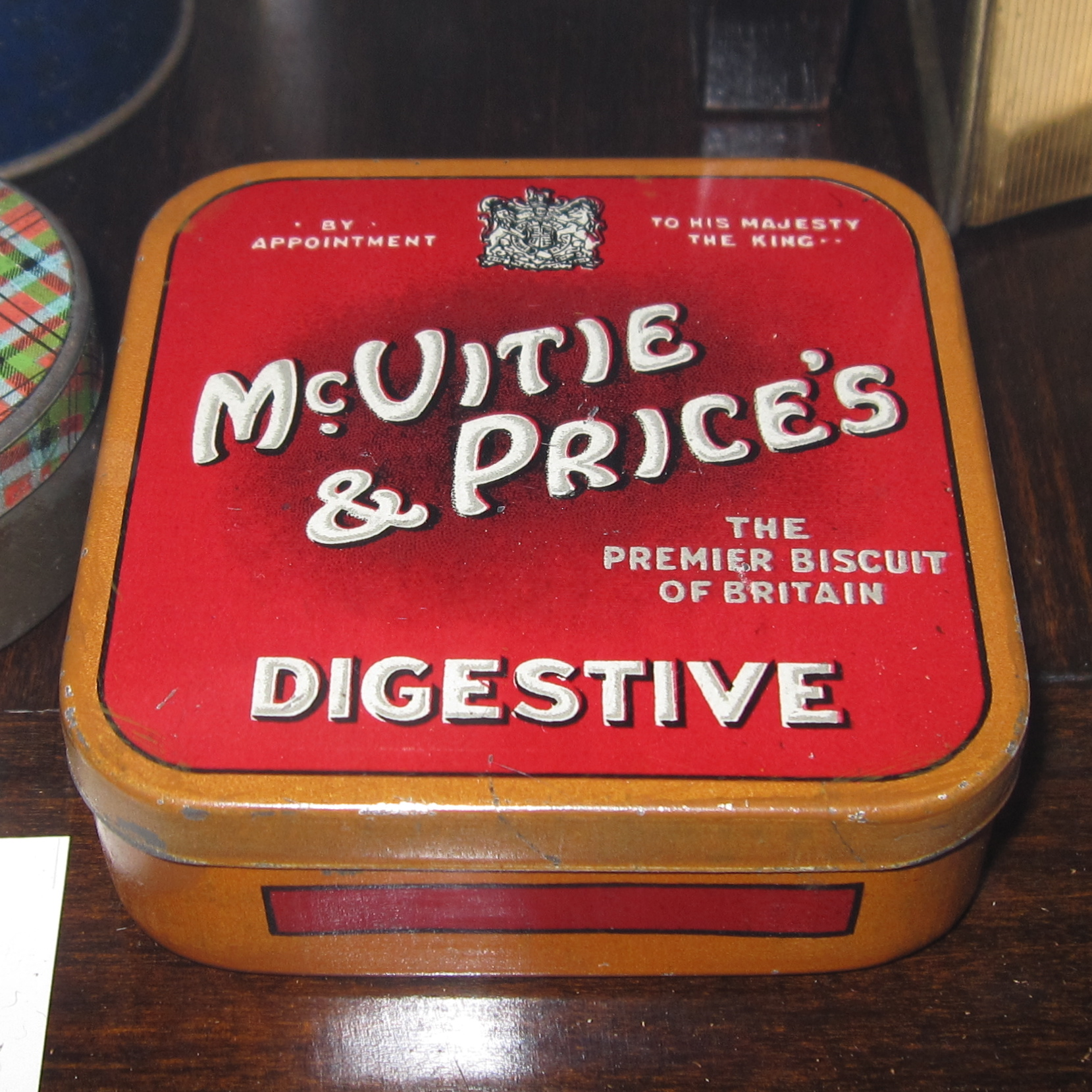
قصدير بسكويت دايجست في القرن التاسع عشر من ماكفيت آند برايس، يقع في متحف فيكتوريا وألبرت في لندن

- ملفات تعريف الارتباط، بما في ذلك Boasters.
- الشاي الغني
- البطريق طائر
- سيارة اجره
- سبيكة ذهب
- جميع الزبدة الغريبة
- كعكة الفاكهة [17]
- الأذواق [18]
- BN
- ديلي تشوك
- ثلاثي
- المتحدة (توقف) [19]
- بسكويت كلوب

### كيك
- لايلز جولدن شراب الكيك
- كعكة جامايكا بالزنجبيل
- كعكة الليمون
- رولز ميني
- الفطائر
- كيك تونس
- كعكة الفاكهة
- الجواهر المثلجة
- كعكة جزر
- كعك يافا

### وجبات خفيفة أخرى

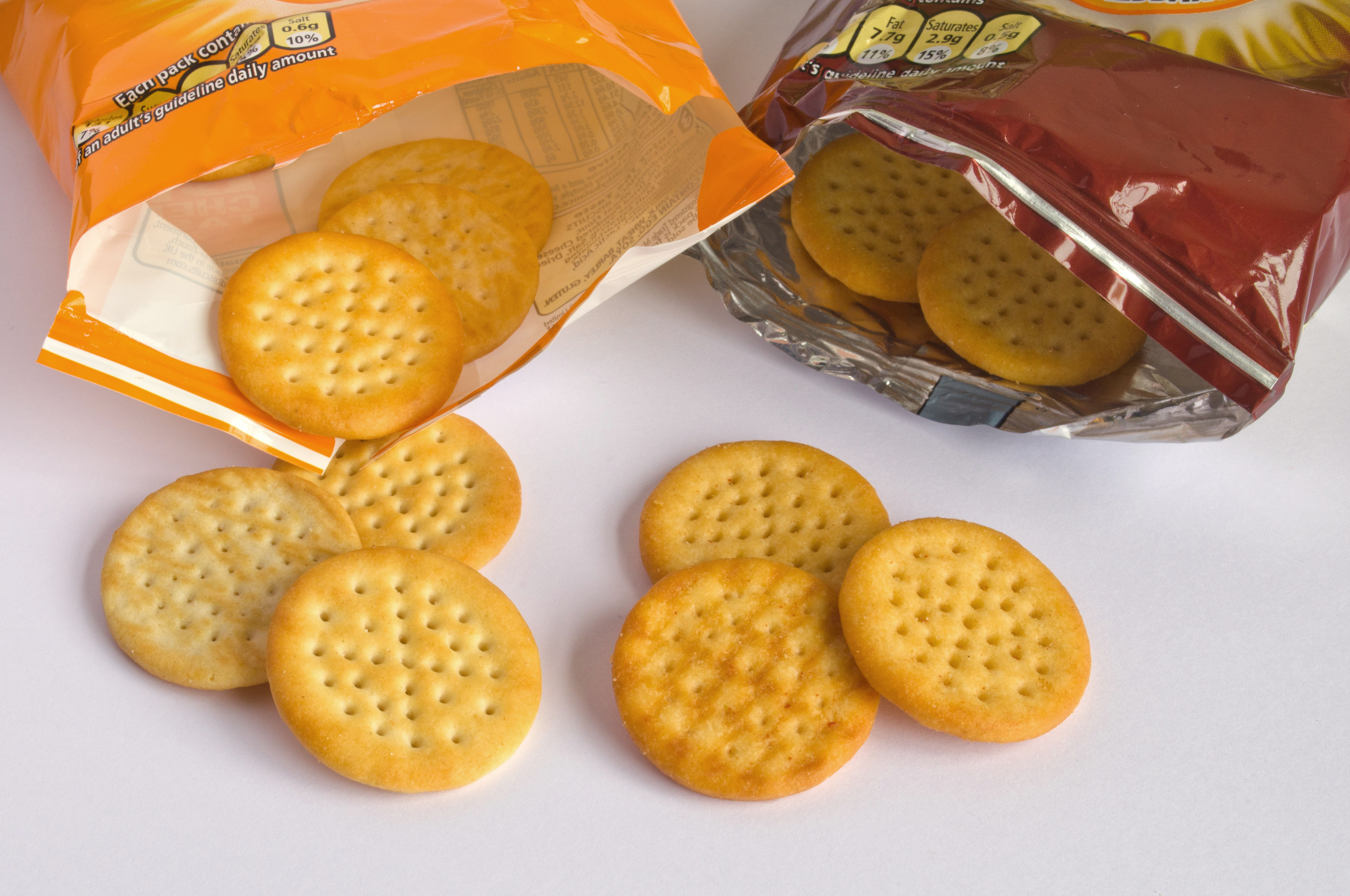
شيدر صغير (نكهات "أصلية" و "باربكيو")

- Cheddars
- شيدر صغير
- Krackawheats
- اختيار البسكويت فيكتوريا
- شرائح الهضم McVities
- وجبة الإطار
- يقضم (أصناف هضمية و Hobnob)
- يخفف الجهاز الهضمي
- رقائق التكسير

## روابط خارجية
- البسكويت المتحدة - صفحة على مكفيتي.
- موقع McVitie الرسمي في اليابان[وصلة مكسورة] (باللغة اليابانية).